# Canton de Songeons
Le canton de Songeons est une ancienne division administrative française située dans le département de l'Oise et la région Picardie.

## Géographie
Ce canton est organisé autour de Songeons dans l'arrondissement de Beauvais. Son altitude varie de 87 m (Haucourt) à 218 m (Glatigny) pour une altitude moyenne de 161 m.

## Histoire
La loi du 22 décembre 1789 reprise par la constitution de 1791, divise le royaume en communes, cantons, districts et départements. En juin 1793, la Convention supprime le canton. il est rétabli par la constitution du 26 octobre 1795, instituant le Directoire. Jusqu'en 1795, les cantons ne sont qu'une circonscription électorale, et un  ressort judiciaire élémentaire, celui de la justice de paix. La constitution du 5 fructidor an III (22 août 1795), crée une municipalité dans chaque canton, formée de représentants de toutes les communes du canton. 
Leur nombre fut réduit drastiquement (entre 30 et 50) par la loi du 8 pluviôse an IX (28 janvier 1801) intitulée « loi portant réduction du nombre de justices de paix ». Les premiers préfets nommés par le gouvernement furent sommés d’établir dans leur département la répartition des communes dans chaque canton nouvellement établi. Ces listes départementales, une fois approuvées par le gouvernement, furent publiées au Bulletin des Lois dans les années 1801-1802 et constituent la base de la division administrative de la France en cantons qui est encore en place à ce jour.
De 1790 à 1800, il n'y avait que onze communes dans le canton de Songeons.
| Nom                     |
| ----------------------- |
| Bazancourt              |
| Ernemont-Boutavent      |
| Escames                 |
| Fontenay-Torcy          |
| Grémévillers            |
| Héricourt-sur-Thérain   |
| Morvillers              |
| Saint-Samson-la-Poterie |
| Songeons                |
| Sully                   |
| Villers-Vermont         |

Trois de ces communes (Villers-Vermont, Héricourt-sur-Thérain, Saint-Samson-la-Poterie) ne sont plus actuellement dans le canton de Songeons mais dans le canton de Formerie. 

## Représentation

### Conseillers d'arrondissement (de 1833 à 1940)
| Période                                  | Période      | Identité                                                           | Étiquette          | Qualité |
| ---------------------------------------- | ------------ | ------------------------------------------------------------------ | ------------------ | --- |
| 1833                                     | 1839         | Louis François Hector, Comte Personne de Songeons fils (1786-1852) |                    | Sous-intendant militaire, propriétaire à Beauvais et à Songeons                                             |
| 1839                                     | 1864         | Charles-Hippolyte Ducrocq                                          |                    | Propriétaire, maire de Songeons, ancien notaire à Beauvais                                                  |
| 1864                                     | 1871         | Charles-François Letailleur                                        |                    | Juge de paix, propriétaire, maire de Wambez                                                                 |
| 1871                                     | 1889 (décès) | Alexis Lucien Royer (1835-1889)                                    |                    | Notaire à Songeons                                                                                          |
| 1889                                     |              | Alexandre Émile Denevers                                           |                    | Maire de Saint-Quentin-des-Prés                                                                             |
|                                          |              |                                                                    |                    | |
| 1928                                     | 1931         | Pierre, Vicomte des Courtils (1881-1957)                           | Républicain        | Maire de Loueuse                                                                                            |
| 1931                                     | 1934         | Émile Crosnier                                                     | Union républicaine | Cultivateur, adjoint au maire de Fontenay-Torcy                                                             |
| 1934                                     | 1940         | Émile André Duponchel (1886-1964)                                  | Droite             | Huissier à Songeons                                                                                         |
| 1940                                     |              |                                                                    |                    | Les conseils d'arrondissement ont été suspendus par la loi du 12 octobre 1940 et n'ont jamais été réactivés |
| Les données manquantes sont à compléter. |              |                                                                    |                    | |

### Conseillers généraux de 1833 à 2015
| Période     | Période      | Identité                                                               | Étiquette            | Qualité |
| ----------- | ------------ | ---------------------------------------------------------------------- | -------------------- | --- |
| 1833        | 1864         | Marie Gérard Louis Félix Rodrigue Des Balbes de Berton, Duc de Crillon |                      | 5e Duc de Crillon, Pair de France Général de brigade, Maréchal de camp Propriétaire à Crillon Grand officier de la Légion d'honneur                        |
| 1864        | 1871         | Louis Aristide Hector Personne Comte de Songeons (1823-1908)           |                      | Lieutenant de louveterie Propriétaire, maire de Songeons (1858-1878)                                                                                       |
| 1871        | 1895         | Alphonse Dupont (1819-1900)                                            | Républicain          | Manufacturier en brosses à Beauvais Président de la Chambre de commerce, Censeur de la banque de France                                                    |
| 1895        | 1922 (décès) | Émile Dupont (fils du précédent)                                       | Républicain GD       | Industriel Président de la Chambre- de commerce de Beauvais et de l'Oise (1902 → ? ) Sénateur de l'Oise (1906 → 1920) Fils du précédent Décédé en fonction |
| 1923        | 1931         | Léon Molumar                                                           | Rad.                 | Médecin à Songeons |
| 1931        | 1940         | Pierre, Vicomte des Courtils (1881-1957)                               | Républicain          | Maire de Loueuse, conseiller d'arrondissement Nommé conseiller départemental en 1943 par le Gouvernement de Vichy                                          |
|             |              |                                                                        |                      | |
| 1945        | 1949         | Marc Toutain (1917-1974)                                               | SFIO                 | Vétérinaire, maire de Lachapelle-sous-Gerberoy |
| 1949        | 1955         | Alexandre Duval (1903-1962)                                            | RPF                  | Cultivateur, Villers-sur-Auchy |
| 1955        | 1973         | Marc Toutain                                                           | SFIO puis PS         | Vétérinaire, maire de Lachapelle-sous-Gerberoy (1959 → 1974)                                                                                               |
| 1973        | 1985         | Raymond Laffolley                                                      | SE puis UDF puis MRG | Professeur, maire de Villembray ( → 2001) |
| 1985        | 2004         | Brigitte Magnier                                                       | DVD                  | Pharmacienne, Maire de Songeons (1989 → 1995) Vice-Présidente du Conseil Général[Quand ?]                                                                  |
| 2004        | 6 août 2011  | Thierry Maugez                                                         | PRG                  | Cadre SNCF, Maire d'Hanvoile (1995 → 2011) Décédé en fonction                                                                                              |
| 6 août 2011 | 2015         | Roseline Pinel                                                         | apparentée PRG       | Technicienne administrative, Escames suppléante de Thierry Maugez                                                                                          |

Sources : Feuilles au vent, chroniques du Pays d'Oise, de J.Mermet - https://gallica.bnf.fr/ark:/12148/bpt6k5829951p/f226.image.r=BOULARD

## Composition
Le canton de Songeons a groupé 28 communes et a compté 6 590 habitants (recensement de 1999 sans doubles comptes).
| Communes                 | Population (2012) | Code postal | Code Insee |
| ------------------------ | ----------------- | ----------- | ---------- |
| Bazancourt               | 152               | 60380       | 60049      |
| Buicourt                 | 146               | 60380       | 60114      |
| Crillon                  | 433               | 60112       | 60180      |
| Ernemont-Boutavent       | 154               | 60380       | 60214      |
| Escames                  | 208               | 60380       | 60217      |
| Fontenay-Torcy           | 104               | 60380       | 60244      |
| Gerberoy                 | 111               | 60380       | 60271      |
| Glatigny                 | 150               | 60650       | 60275      |
| Grémévillers             | 355               | 60380       | 60288      |
| Hannaches                | 129               | 60650       | 60296      |
| Hanvoile                 | 502               | 60650       | 60298      |
| Haucourt                 | 128               | 60112       | 60301      |
| Hécourt                  | 125               | 60380       | 60306      |
| Lachapelle-sous-Gerberoy | 141               | 60380       | 60335      |
| Lhéraule                 | 142               | 60650       | 60359      |
| Loueuse                  | 133               | 60380       | 60371      |
| Martincourt              | 113               | 60112       | 60388      |
| Morvillers               | 399               | 60380       | 60435      |
| Saint-Deniscourt         | 69                | 60380       | 60571      |
| Saint-Quentin-des-Prés   | 262               | 60380       | 60594      |
| Senantes                 | 576               | 60650       | 60611      |
| Songeons                 | 1 076             | 60380       | 60623      |
| Sully                    | 139               | 60380       | 60624      |
| Thérines                 | 168               | 60380       | 60629      |
| Villembray               | 206               | 60650       | 60677      |
| Villers-sur-Auchy        | 304               | 60650       | 60687      |
| Vrocourt                 | 42                | 60112       | 60697      |
| Wambez                   | 123               | 60380       | 60699      |

## Démographie
| 1962  | 1968  | 1975  | 1982  | 1990  | 1999  | 2009 |
| ----- | ----- | ----- | ----- | ----- | ----- | ---- |
| 5 189 | 5 765 | 5 424 | 5 516 | 5 930 | 6 590 | -    |